# Копырев конец

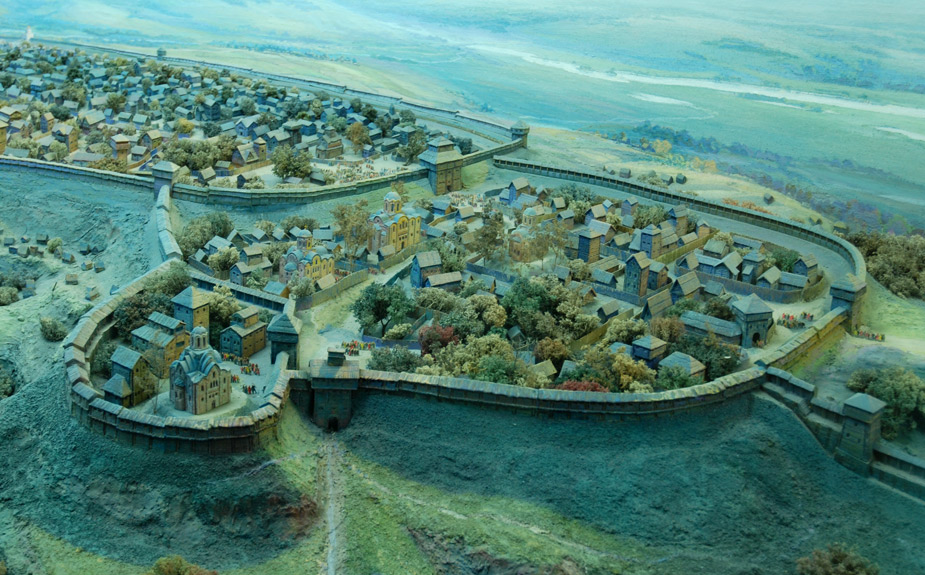
Копырев конец на диораме Киева в Национальном музее истории Украины

Копырев конец — укреплённая часть древнего Киева, примыкавшая с запада к городу Ярослава и занимавшая северо-западный отрог Старокиевской горы. Нынешнее расположение в Шевченковском районе, в пределах пересечений улиц Кудрявской, Петровской, Вознесенского спуска, Кияновского и Несторовского переулков.
Копырев конец известен с 1121 года. С городом Ярослава его соединяли Львовские ворота, также известные как Жидовские. От Западных ворот дорога вела в сторону Белгорода-Киевского. С северной стороны из Копырева конца на Подол вели Подольские ворота (в районе нынешней Петровской улицы). Между Копыревым концом и Замковой горой располагалось урочище Гончары-Кожемяки.

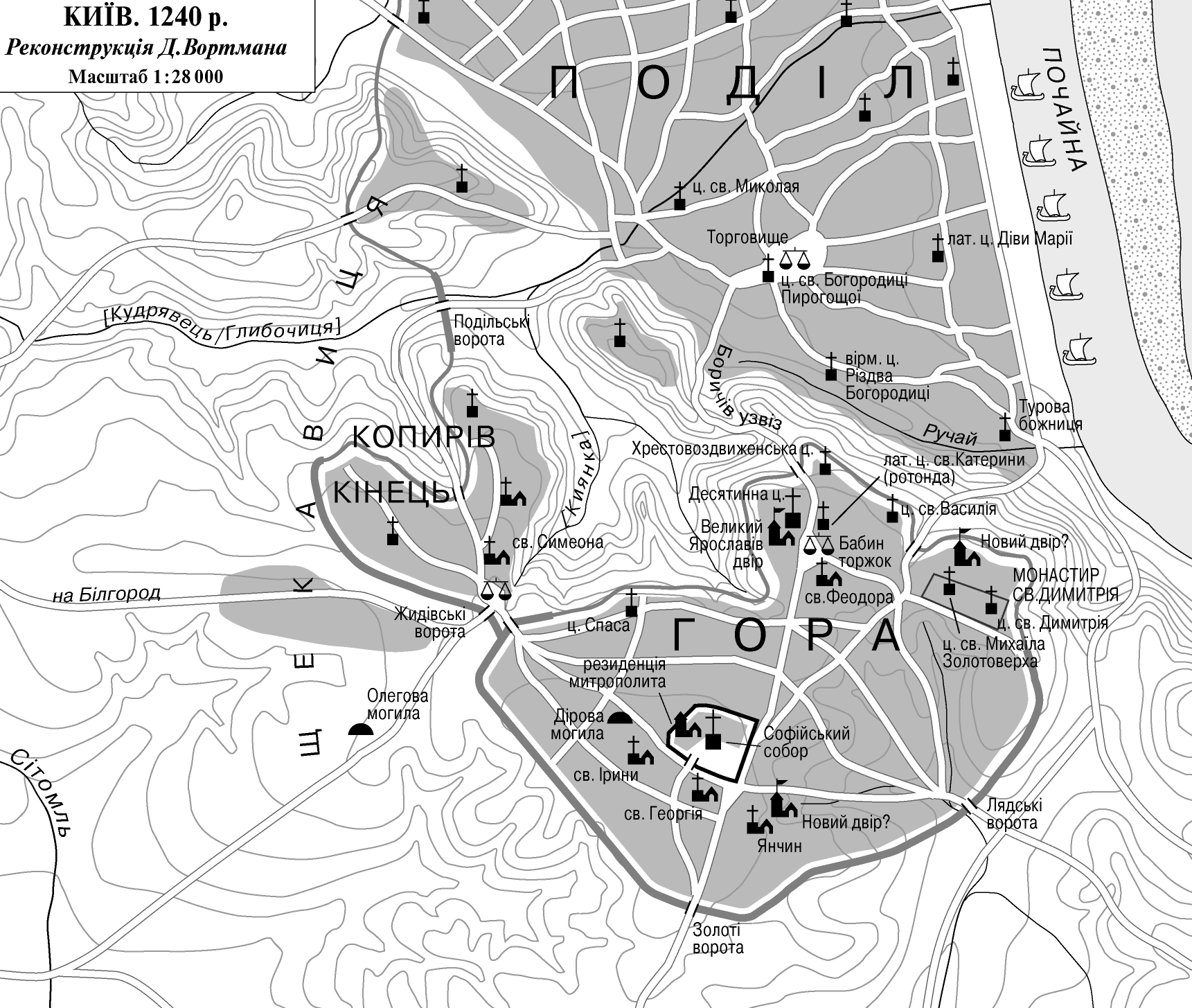
Копырев конец на карте средневекового Киева. Реконструкция Д. Вортмана

На Копыревом конце археологами обнаружены остатки четырёх храмов древнерусской эпохи:
- Церковь XI века на пересечении Вознесенского спуска и Кияновского переулка
- Церковь второй половины XI века на территории Национальной академии изобразительного искусства и архитектуры. Вероятно, это храм Симеоновского монастыря, основанного здесь в 1070-х годах князем Святославом Игоревичем
- Васильевская церковь на Новом дворе (на территории клиники НАН Украины)
- Церковь XII—XIII веков в Несторовском переулке

В конце XII века Копырев конец был резиденцией киевского князя Святослава Всеволодовича (так называемый Новый двор). По мнению А. Б. Страхова, название восходит к древнерусскому прозвищу Копырь «копун».